# Frances Stewart, duchessa di Richmond

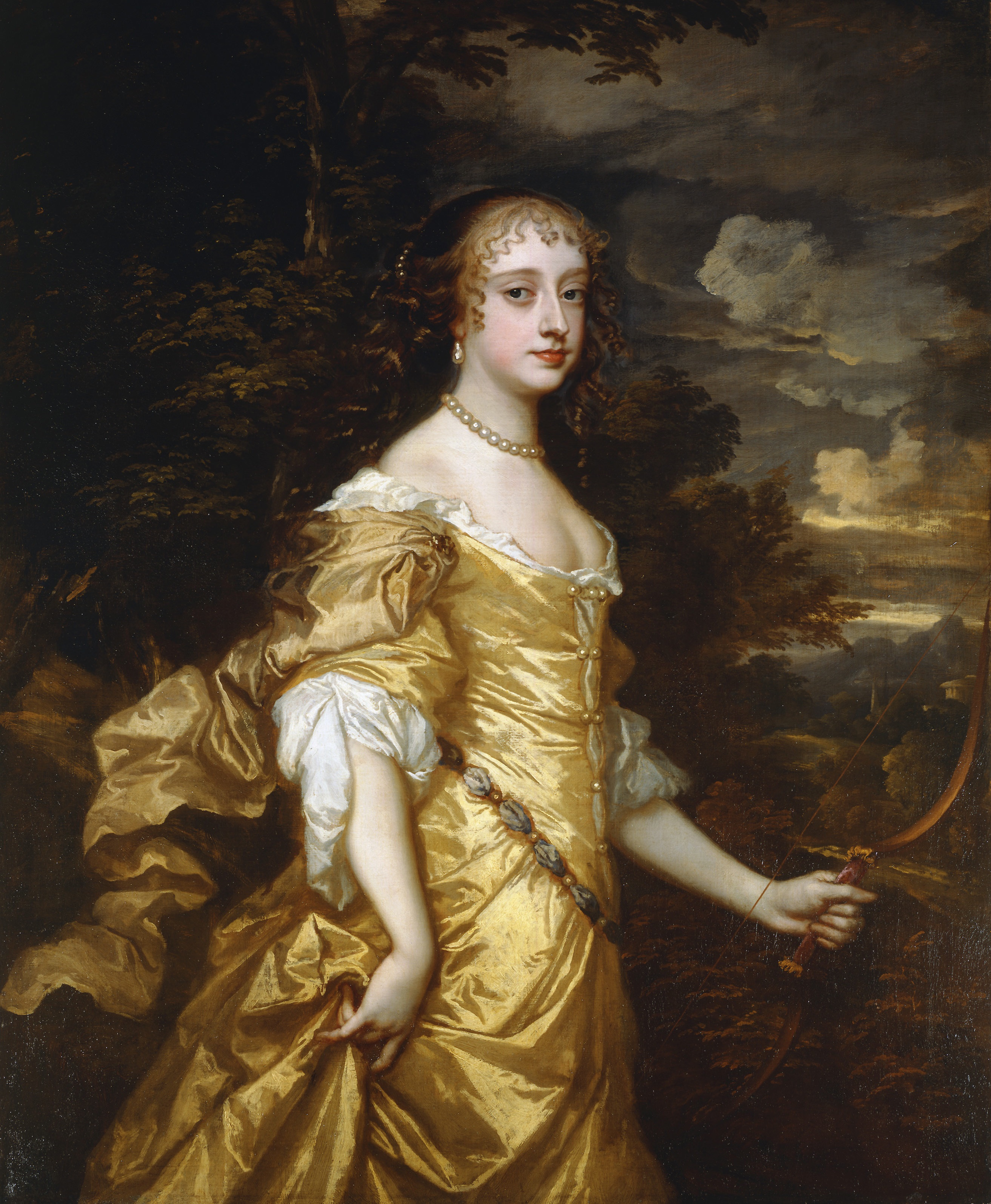
Frances Teresa Stuart ritratta da Sir Peter Lely, 1662-65.

Frances Teresa Stewart, duchessa di Richmond e Lennox (Parigi, 8 luglio 1647 – 15 ottobre 1702), fu un membro di spicco della Corte della Restaurazione e famosa per aver rifiutato di diventare un'amante di Carlo II. Per la sua grande bellezza era nota come La Belle Stuart e funse da modello per l'idealizzazione di Britannia.

## Biografia
Frances era la figlia di Walter Stewart, o Stuart, medico della corte della regina madre Enrichetta Maria, e un lontano parente della famiglia reale. Nacque l'8 luglio 1647 in esilio a Parigi, ma fu inviata in Inghilterra nel 1663 dopo la restaurazione dalla vedova di Carlo I Enrichetta Maria per fungere da damigella d'onore al matrimonio di Carlo II e successivamente come dama di compagnia della sua nuova sposa, Caterina di Braganza.
Il grande diarista Samuel Pepys scrisse che ella era la più grande bellezza che avesse mai visto. Ebbe numerosi pretendenti, incluso il duca di Buckingham e Francis Digby, figlio del conte di Bristol il cui amore non corrisposto per lei fu celebrato da Dryden. La sua bellezza sembrava ai suoi contemporanei essere uguagliata solo dalla sua stupidità infantile; ma le sue lettere al marito, conservate al British Museum, non sono prive di buon senso e sentimento.
Mentre era membro della corte reale, catturò l'attenzione di Carlo II, che si innamorò di lei. L'infatuazione del re era così profonda che nel 1663 la vita della regina era disperata, si disse che egli intendeva sposare la Stewart, e quattro anni dopo stava considerando la possibilità di ottenere il divorzio per permettergli di farla sua moglie poiché si era rifiutata di diventare la sua amante.
Anche se ufficialmente non ebbe figli, un episodio dello show televisivo olandese 'Verborgen Verleden' ha mostrato che esistono prove molto evidenti che ebbe una figlia illegittima da Carlo II.  Questa figlia, Rebecca Stewart, sarebbe stata nascosta, perché la virtù e la bellezza della Stewart erano le basi principali del suo fascino.
Sposò poi il duca di Richmond e Lennox, anch'egli uno Stuart, nel marzo 1667. È possibile che sia stata costretta a scappare per far ciò, dopo essere stata scoperta con lui da lady Castlemaine, sua rivale nelle grazie del re.
Dopo essere divenuta duchessa di Richmond, tuttavia, presto ritornò a corte, dove rimase per molti anni. Nonostante fosse rimasta sfigurata dal vaiolo nel 1669, conservò la sua influenza sull'affetto del re. È certo, almeno, che Carlo continuò a inviare il duca in Scozia e poi in Danimarca come ambasciatore dove morì nel 1672.
La duchessa era presente alla nascita di Giacomo Francesco Edoardo Stuart, figlio di Giacomo II, nel 1688, essendo fra coloro che firmarono il certificato dinanzi al concilio. Morì nel 1702, lasciando una proprietà di gran valore a suo nipote lord Blantyre, la cui sede di Lethington fu rinominata Lennoxlove in suo onore.

## Britannia
Dopo la guerra con gli olandesi, Carlo fece coniare una medaglia commemorativa, in cui il suo viso fu utilizzato come modello per la Britannia; ciò, successivamente, divenne consuetudine per medaglie, monete e statue. Continuò ad apparire su alcune delle monete di rame del Regno Unito fino alla decimalizzazione della moneta nel 1971.. È apparsa anche sui 5 pence nel 2006.

## In fiction
- The Lady on the Coin, by Margaret Campbell Barnes & Hebe Elsna, pub. 1963.
- The Sceptre and the Rose Doris Leslie (1967)
- Forever Amber Kathleen Winsor (1944)